# Altaj járás (Góbi-Altaj)
Altaj járás (mongol nyelven: Алтай сум) Mongólia Góbi-Altaj tartományának egyik járása. Területe kb. 20 000 km². Népessége kb. 2600 fő.
Székhelye Bajan ovó (Баян овоо), mely kb. 200 km-re délnyugatra fekszik Altaj tartományi székhelytől.